# Wolfeboro

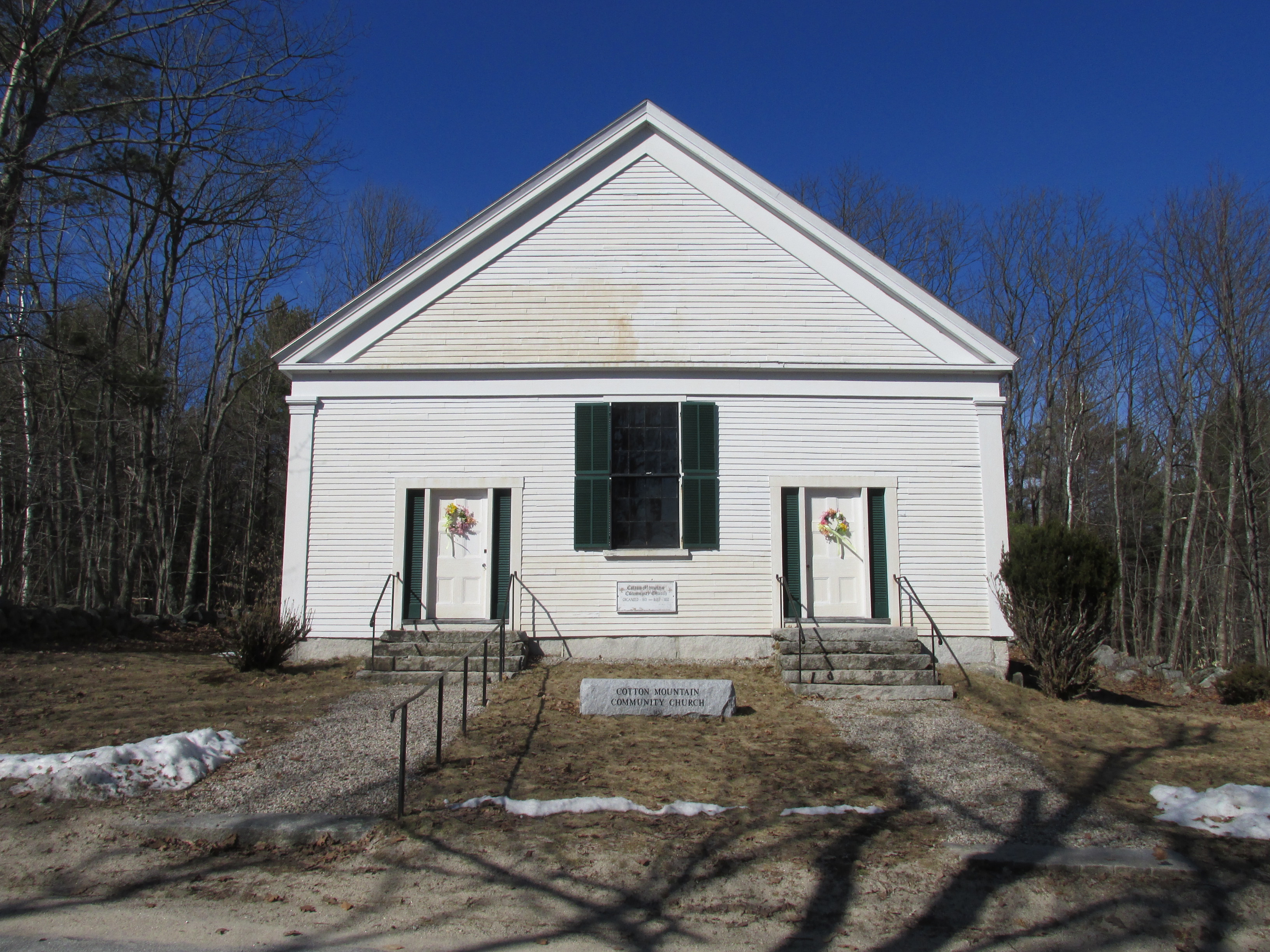

Wolfeboro är en kommun (town) i Carroll County, New Hampshire, USA med cirka 6 083 invånare (2000). Den har enligt United States Census Bureau en area på 151,5 km².